# Eiffage
Eiffage, «Эфаж» — французская строительная компания. Штаб-квартира расположена в Велизи-Виллакубле (пригород Парижа, Франция). Образовалась в 1992 году слиянием компаний Fougerolle и SAE.

## История
Основной предшественник, компания Fougerolle, был основан в 1844 году. До 1970-х годов она оставалась небольшой строительной компанией, хотя и участвовала в ряде крупных проектах как во Франции, так и в других странах, включая Готардский тоннель, линию Мажино, восстановления порта Булонь-сюр-Мер после бомбардировок 1944 года. В 1982 году Fougerolle оказалась на грани банкротства, и крупные доли в ней купили банк Paribas, нефтегазовая компания Total и водопроводная монополия Générale des Eaux. Новые владельцы сделали Fougerolle основой для поглощения небольших строительных и инженерных компаний. В 1989 году крупный пакет акций выкупили рабочие компании (их тогда насчитывалось более 10 тысяч).
В апреле 1992 года произошло слияние Fougerolle со второй крупнейшей строительной компанией Франции Société Auxiliaire d’Entreprise (SAE), которая была основана в 1924 году. С 1993 года объединённая компания стала называться Eiffage. К середине 1990-х годов Eiffage объединяла около 50 строительных компаний во Франции, а также Walter Bau в Германии, Fraanje в Нидерландах и Delens в Бельгии.
В 2004 году было завершено строительство одного из самых крупных проектов компании — виадука Мийо. В 2012 году компания закончила строительство крупного больничного комплекса Centre hospitalier sud francilien. В том же в 2012 году был получен контракт на реконструкцию лионского комплекса Отель-Дьё. С 2012 по 2015 год компанию возглавлял Пьер Берже.

## Собственники и руководство
Акции компании котируются на бирже Euronext Paris. Крупнейшими акционерами являются фонд сотрудников компании (17,1 %), Société Générale Gestion (16,8 %), BlackRock (5,1 %), PRO BTP Finance (4,1 %), The Vanguard Group (3,1 %); казначейские акции составляют 3,4 %.
- Бенуа де Рюфре (Benoît de Ruffray, род. 4 июня 1966 года) — председатель совета директоров и генеральный директор с января 2016 года, ранее работал в другой строительной компании, Bouygues[7].

## Деятельность
Распределение выручки по странам: Франция — 67 %, Германия — 8 %, Испания — 5 %, Бельгия и Люксембург — 4 %, Великобритания — 4 %, Нидерланды — 2 %, Швейцария — 1 %, Норвегия — 1 %, Польша — 1 %, другие страны Европы — 1 %, другие регионы — 3 %.
Подразделения по состоянию на 2023 год:
- Инфраструктура — строительство и обслуживание дорог, мостов, тоннелей, железных дорог и другой транспортной инфраструктуры, а также производство дорожных покрытий, 36 % выручки;
- Энергетика — строительство и обслуживание энергетической инфраструктуры, включая электростанции разных типов и линий электропередач, 25 % выручки;
- Недвижимость — строительство и ремонт жилой и коммерческой недвижимости, парковок, больниц, тюрем, 21 % выручки;
- Концессии — управление автотрассами, тоннелями, аэропортами (Тулузы и Лилля), 17 % выручки.

В списке крупнейших публичных компаний мира Forbes Global 2000 за 2023 год Eiffage заняла 715-е место.